# Ganaur
Ganaur är en ort i Indien.   Den ligger i distriktet Sonīpat och delstaten Haryana, i den norra delen av landet, 60 km norr om huvudstaden New Delhi. Ganaur ligger 221 meter över havet och antalet invånare är 40 329.
Terrängen runt Ganaur är mycket platt. Runt Ganaur är det tätbefolkat, med 735 invånare per kvadratkilometer. Närmaste större samhälle är Sonipat, 15,0 km söder om Ganaur. Trakten runt Ganaur består till största delen av jordbruksmark.